# Mallawi
Mallawi (àrab: مَلّوي, Mallawī) és una ciutat d'Egipte a la governació d'Al-Minya. És en una zona agrícola entre els canals d'Ibrahim i de Josep i el Nil. S'hi fabriquen productes tèxtils, i els darrers anys han sorgit altres indústries bàsiques. Cada setmana s'hi celebra un mercat al que acudeix tota la comarca. La població és d'uns 150.000 habitants comptant els de la rodalia. Com a límits del terme es dona la «Mansió de Déu» al sud, el repetidor de televisió al nord, el riu Nil a l'est, i la llacuna Dirotiah a l'oest. A la regió s'han trobat algunes restes de l'època faraònica, especialment a Meir, on hi ha una necròpoli.
El Museu de Mallawi conté molts dels objectes trobats a les tombes de Meir i a Hermòpolis Magna i Tuna al-Djebel, incloent mòmies, sarcòfags i estàtues de deus en forma d'ocell o de mona (animals consagrats al deu Tot), i gerros, pots, plats i altres equipaments, així com alguns papirs. També hi ha objectes del període grecoromà.

## Història
La ciutat es va dir en temps faraònics Mro, que per un error de transcripció al copte es va modificar a Manlawi, modernament transformat en Mallawi per eliminació de la «n». Fou una ciutat del nomós XV de l'Alt Egipte.
Va seguir la història general d'Egipte i va passar a domini musulmà.
Sota els mamelucs fou un campament militar i no lluny existia una fàbrica d'armament, a Berka, al sud-oest. També s'hi criaven cavalls de qualitat. Fou centre de resistència contra els francesos que hi van arribar i el general Beliar la va ocupar després d'una certa resistència.
En temps de Muhammad Ali el ferrocarril va arribar a la ciutat (línia Al-Minya-Mallawi). Una germana del governador tenia un palau prop de la ciutat. També es van construir alguns ponts.
La gran expansió de la ciutat s'ha produït els darrers 25 anys.